# Muttkopf
Muttkopf är en bergstopp i Österrike.   Den ligger i distriktet Feldkirch och förbundslandet Vorarlberg, i den västra delen av landet, 500 km väster om huvudstaden Wien. Toppen på Muttkopf är 1 594 meter över havet, eller 133 meter över den omgivande terrängen. Bredden vid basen är 0,94 km. Muttkopf ingår i Kanisfluh.
Terrängen runt Muttkopf är kuperad norrut, men söderut är den bergig. Runt Muttkopf är det ganska glesbefolkat, med 47 invånare per kvadratkilometer.. Närmaste större samhälle är Dornbirn, 19,3 km norr om Muttkopf. 
I omgivningarna runt Muttkopf växer i huvudsak blandskog.